# Enrique Flores Magón
Enrique Flores Magón, jornalista e anarquista mexicano. Nasceu em Teotitlán del Camino, hoje Teotitlán de Flores Magón, Oaxaca em 13 de abril de 1877. Morreu na Cidade do México em 28 de outubro de 1954.

## Primeiros anos
Seus pais foram Margarita Magón (de origem Mestizo) e Teodoro Flores (indígena Nahua, que combateu no exército liberal de Benito Juárez). Era o mais novo de três irmãos, viveu os primeiros anos de sua infância em Oaxaca para depois migrar com sua família para a Cidade do México. 

## Início na política

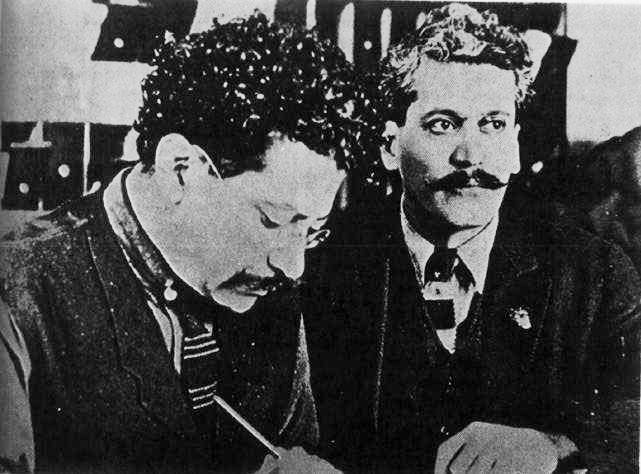
Enrique ao lado de seu irmão Ricardo.

Na adolescência se dedicou aos estudos na capital do país em 1892, e junto com seus irmãos tomou parte nas manifestacões contra a terceira reeleição do presidente Porfirio Díaz. Ainda muito jovem se iniciou no jornalismo junto com seus irmãos Jesús e Ricardo. 
Em 1893 Enrique e seus irmãos colaboravam na edição do jornal El Demócrata, Jesús como redator, Ricardo como corretor de provas e Enrique como ajudante de imprensa e redação. Após uma batida policial Jesus e outros colaboradores foram presos, Ricardo conseguiu escapar desfarçado de impressor, e o jovem Enrique com apenas 16 anos não foi preso; no ano em que seu irmão mais velho saiu da prisão, seu pai Teodoro Flores faleceu.
Em 1902 quando atuava junto ao jornal El hijo de El Ahuizote Enrique foi encarcerado junto com Ricardo na prisão militar de Santiago Tlatelolco. No cárcere teve oportunidade de dialogar com seu irmão sobre as idéias de autores como Piotr Kropotkin, Faure, Errico Malatesta, Jean Grave, Máximo Gorki e Pierre-Joseph Proudhon, e juntos ponderaram sobre as possibilidades de difundir propaganda anarquista no México.

## Ida para os Estados Unidos

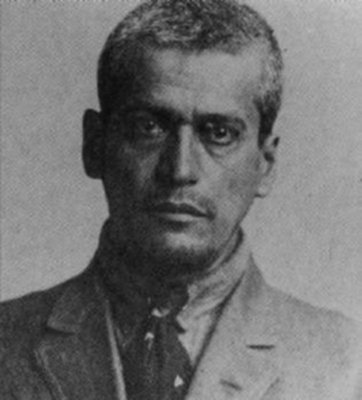
Enrique Flores Magón em 1918

Ao sair da prisão em Janeiro de 1903 voltou a publicar El hijo del Ahuizote, em 5 de Fevereiro em frente a redação do jornal colocam uma grande placa na qual estava escrito "A Constituição está morta...". No dia 2 de Abril, grupos descontentes, entre anarquistas e liberais, irromperam contra uma manifestação a favor de Porfírio Díaz que rapidamente se tornou uma manifestação de protesto que exigia a "morte" do ditador.
No dia 11 de Abril foi feito prisioneiro pela segunda vez, levado para o cárcere de Belén da Cidade do México. Ao serem liberados, um decreto de Porfirio Díaz proibia qualquer publicação ou escrito dos Flores Magón, sob pena de severos castigos para o impressor. A repressão política do governo mexicano obrigou a Enrique e Ricardo Flores Magón a sair do país. Em fins de 1903 chegaram a Laredo, Texas.
Viveu em várias cidades dos Estados Unidos e do Canadá ocultando sua identidade e mudando constantemente de domicilio perdendo contato muitas vezes com seu irmão. Em San Louis, Missouri foi um dos redatores do Programa do Partido Liberal Mexicano.
Voltou a editar nos Estados Unidos o periódico Regeneración fundado em 1900 por seus irmãos Jesús e Ricardo, e organizou uma rede clandestina para sua distribuição no México até 1917, ano em que se separa da Junta Organizadora do PLM e do grupo editor do Regeneración.

## Retorno ao México
Depois da morte de seu irmão Ricardo em 1922 regressa ao México em 1923, acaba se envolvendo numa série de desavenças com outros líderes magonistas. Em 1933 participa da fundação da Confederação Campesina Mexicana em San Luis Potosí junto com líderes da Liga Nacional Agrária.